# Alhaitame ibne Ubaide Alquilabi
Alhaitame ibne Ubaide Alquilabi[a] ou Alquinani (em árabe: الهيثم بن عبيد الكناني‎; romaniz.: al-Haitham ibn ʿUbaid al-Kilābī) foi uale do Alandalus em 729 ou entre 729 e 730.

## Vida
Alhaitame sucedeu Otomão ibne Abi Niça Alcatami em abril de 729. De acordo com a Crônica Moçárabe (754), que o chama de Aleitano (em latim: Alleitanus), governou por um ano. A Crônica Profética (883) dá a ele um prazo mais preciso de dez meses, enquanto ibne Habibe (878/9) dá a ele um prazo mais curto de quatro meses. O historiador árabe do século XVII Almacari alegou com que ele governou até março de 731, um ano a mais do que qualquer outra fonte.
De acordo com a Crônica Moçárabe, que é de longe a fonte mais antiga, Alhaitame foi nomeado pelo governador da Ifríquia para substituir Otomão. Seu mandato, caracterizado como "conturbado" pelo cronista, culminou numa tentativa de golpe de Estado:
| “ | Depois de Alhaitame ter governado em um estado conturbado por dez meses, descobriu - não sei por qual ofício - que alguns árabes desejavam removê-lo do poder. Ele os capturou e eventualmente extraiu com chicotes os vários detalhes da rebelião. Depois de torturá-los, cortou suas cabeças, como havia sido secretamente ordenado por seus colegas do outro lado do mar. | ” |

Os parentes de alguns dos executados apelaram para o governador da Ifríquia, que "poucos dias depois" enviou um certo Maomé com autorização para substituir Alhaitame por Abderramão ibne Abedalá Algafiqui, que já havia servido como governador interino em 720/1. De acordo com ibne Alatir, Alhaitame morreu no cargo em fevereiro ou março de 730 e foi substituído por Algafiqui, mas a Crônica Moçárabe é mais confiável aqui. Relata que Algafiqui não pôde ser encontrado imediatamente e então Maomé "não muitos dias depois" prendeu Alhaitame e o trouxe de volta com ele à Ifríquia. Ele foi sucedido por Maomé ibne Abedalá Alaxjai.